# Brades
Brades o Brades Estate è una cittadina di circa 1 000 abitanti in Montserrat, territorio britannico d'oltremare.
È la capitale de facto dell'isola da quando, nel 1997, la capitale Plymouth è stata evacuata e successivamente distrutta dall'eruzione del vulcano Soufriere Hills ed il governo fu trasferito qui. Plymouth rimane comunque la capitale de jure.
Si trova non distante dalla Carr's Bay/Little Bay, nel nord-ovest del paese, dove è in corso di costruzione la nuova capitale dell'isola.